# Безбородьківський заказник
Безбородьківський — ботанічний заказник місцевого значення. Об'єкт розташований на території Золотоніського району Черкаської області, село Безбородьки.
Охороняється масив багаторічних насаджень бархату амурського на березі р. Коврай.
Площа — 8,8 га, статус отриманий у 2007 році.